# Heliodisplay
L'Heliodisplay est un périphérique informatique de technologie d'affichage par projection lumineuse permettant également une interface multimodale à la façon d'un écran tactile. Il a été développé au cours des années 2000.

## Description
Développé par l'entreprise I02 Technology basée en Californie, il s'agit d'un écran flottant dans les airs c'est-à-dire d'une image projetée à même le vide, grâce à une combinaison de lasers produisant une image 3D. L'image peut également réagir à la main humaine, des capteurs optiques intégrés au dispositif repèrent les mouvements de la main et s'adaptent en fonction. Il est ainsi possible de manipuler des objets virtuels projetés dans les airs. L'appareil accepte les images envoyées par un lecteur DVD ou RGB standard.

## Modèles
- M1
- M2
- L90"
- M50
- LC

### Premiers tests de l'Heliodisplay (~2002)
- Display of a wristwatch
- A famous clip showing the Heliodisplay's interactive navigation using a map display
- Display of a car's exterior

### Tests plus récents de l'Heliodisplay
- IO2 Technology video page
- IO2 Technology's YouTube page
- YouTube clip of Heliosdisplay: Touchscreen Computer Display Floats in Mid-Air